# Северный Вазиристан
Северный Вазиристан (урду شمالی وزیرستان‎), (англ. North Waziristan) — округ провинции Хайбер-Пахтунхва Исламской Республики Пакистан со столицей в городе Мираншахе. Площадь 11 585 км². Население 543 254 человек (2017 г.). До 31 мая 2018 года был агентством в составе Территории племён федерального управления.

## История
Северный Вазиристан охватывает территорию к западу и юго-западу от Хайбер-Пахтунхвы между рекой Куррам (река Точи) на севере и рекой Гомаль — на юге. Мираншах — столица в районе Северного Вазиристана. Город Банну расположен на востоке провинции, а самый большой город — Хост — на афганской стороне границы.

### Британская кампания (1894–1947)
Британцы вошли в Вазиристан в 1894 году. После британских военных операций в 1894–95 годах Вазиристан был разделён на две части: Северный Вазиристан и Южный Вазиристан. Эти две части имеют совершенно разные характеристики, хотя обе части являются подгруппами одного племени вазири, в честь которого назван регион и говорят на обычном вазиристанском диалекте. Они имеют знаменитую репутацию грозных воинов и известны своей частой кровной местью. Племена разделены на под-племена, управляемые старейшинами мужского пола, которые встречаются в племенной Лойя-джирге.
В социальном и религиозном отношении Вазиристан - чрезвычайно консервативная область. Женщины тщательно охраняются, и каждое домашнее хозяйство должно возглавляться мужской фигурой. Племенная сплочённость очень сильна благодаря «Актам о коллективной ответственности» в местном Положении о пограничных преступлениях.

### Война с террором
В 2014 году около 929 859 человек были перемещены из Северного Вазиристана в результате операции «Зарб-э-Азб» , военного наступления, проведённого вооружёнными силами Пакистана вдоль линии Дюранда .
В 2018 году он стал округом Хайбер-Пахтунхва , Пакистан, в результате слияния с Хайбер-Пахтунхва.

## Войсковая операция
Тысячи пакистанских гражданских лиц были перемещены в данное агентство в ходе военных операций против боевиков в Южном Вазиристане в 2009 году.
29 октября 2010 года, Министр иностранных дел Пакистана, Шах Махмуд Куреши сделал заявление, что 35 000 группировка пакистанских войск готова в любой момент начать наступление против талибов в Северном Вазиристане.
Это заявление было сделано спустя несколько дней после того как, государственный секретарь США Хиллари Клинтон заявила о том, что Вашингтон выделит 2 миллиарда долларов Пакистану в рамках проекта финансовой помощи стране в борьбе с терроризмом.
Соединённые Штаты настаивают на проведении наземной операции, так как Северный Вазиристан является оплотом для террористического движения Талибан.
17 января 2011 года Пакистан официально отказал Вашингтону в проведении войсковой операции в Северном Вазиристане. Как сообщил Ашфак Кайани — наступление начнётся только тогда, когда сами пакистанские власти сочтут нужным. На данный момент в этом агентстве уже находятся 38 000 солдат пакистанской армии и пограничного корпуса, однако как отмечают эксперты — полномасштабные военные действия в Северном Вазиристане будут серьёзным испытанием для них.

## География
Географически весь Вазиристан является единым целым. Тем не менее, для удобства управления, он был разделён на две части: Северный и Южный Вазиристан. Область в первых упоминаниях была описана, как земля высоких и трудных холмов с глубокими и бурными препятствиями. Горы Северного Вазиристана географически отделены от более крупных горных систем на севере и Сулеймана на юге. В конце мелового периода горы Вазиристана подвергались извержению, благодаря этому, та горная местность считается Высокоминерализованной зоной. Горы и холмы образуют вал между Пакистаном и Афганистаном. Средняя высота холмов Вазиристана составляет 1500–2500 метров (4900–8 200 футов) над уровнем моря.

## Добыча полезных ископаемых
- Медь
- Марганец
- Хромиты
- Золото и алмазы
- В некоторых холмах, обычные камни добываются для строительства зданий и т.д.